# Eva Wagner-Pasquier
Eva Wagner-Pasquier, född 14 april 1945 i Oberwarmensteinach, är en tysk operachef. Hon är dotter till Wolfgang Wagner och Ellen Drexel. Från 2008 till slutet av säsongen 2015 var hon konstnärlig ledare och verkställande direktör för Festspelen i Bayreuth tillsammans med sin halvsyster Katharina Wagner.

## Biografi
Eva Wagner-Pasquier är dotter till Wolfgang Wagner och hans första hustru Ellen Drexel samt därmed barnbarnsbarn till Richard Wagner och Cosima Wagner och vidare barnbarns barnbarn till Franz Liszt. I början av april 1945 drabbades Bayreuth av tre bombräder av den 8:e amerikanska flygflottan och det brittiska flygvapnet, som också delvis förstörde familjen Wagners hus där den 5 april. Fadern hade därför i god tid tagit med sig hustru och barn till Oberwarmensteinach i Fichtelbergen, där hans mor Winifred Wagner hade ett lantställe. Av rädsla för de allierades lågt flygande flygplan föddes Eva Wagner där i skenet av levande ljus. Som barn gick hon i lärarseminariets övningsskola i Bayreuth, dagens Jean-Paul-Schule.
Efter farbrodern Wieland Wagners död arbetade Eva Wagner som sin fars assistent i Bayreuth 1967–1976. Hon upptäckte tenoren Peter Hofmann och var i hög grad involverad i sättningen och repetitionerna av Patrice Chéreaus "Jahrhundertring" 1976. Efter det lämnade hon Festspelen eftersom det hade uppstått en dispyt mellan henne och hennes far på grund av föräldrarnas skilsmässa.
Under de följande åren var Wagner-Pasquier assistent till August Everding och Otto Schenk och arbetade vid Wiener Staatsoper. På produktionsbolaget Unitel ansvarade hon för mer än 30 operafilmer och 120 konsertfilmer. 1984 blev Wagner-Pasquier chef för Royal Opera House Covent Garden i London och 1987 tog hon över som programchef vid Opéra Bastille i Paris. Sedan dess har hon också varit konstnärlig rådgivare till Festival d'Aix-en-Provence och European Academy of Music. Hon har också arbetat som konsult för bland annat Teatro Real i Madrid och Metropolitan Opera i New York.
År 2001 nominerade Bayreuths styrelse Eva Wagner-Pasquier till framtida Festspelschef med en majoritet på 22 mot 2. Hennes far, som hade en tillsvidareanställning, avvisade då denna omröstning, eftersom han föredrog sin andra hustru Gudrun som sin efterträdare. Det var först efter Gudrun Wagners oväntade bortgång i slutet av 2007 som det skedde ett "försiktigt närmande" mellan Wolfgang Wagner och Eva Wagner-Pasquier. I april 2008 gick Wolfgang Wagner med på att avgå till förmån för sina två döttrar – Eva och hennes halvsyster Katharina Wagner. De två lämnade sedan in en gemensam ansökan till styrelsen, som godkändes den 1 september 2008 med en majoritet på 22 röster (med 2 nedlagda röster).
Kontraktet med Eva Wagner-Pasquier, en av de två konstnärliga ledarna för Festspelen i Bayreuth, har inte förlängts efter 2015. Hon förklarade sin frivilliga avgång för Nordbayerischer Kurier med ordalydelsen: "Jag har bett aktieägarna att involvera mig som konsult från och med september 2015." Vid den officiella invigningen i Bayreuth av Wagnermuseet i Wahnfried sade Wagner-Pasquier att hon kände sig "överväldigad av känslor" och att museet "äntligen" var värdigt honom. Som rådgivare till Festspelen kommer hon att ta hand om kommunikationen med Richard Wagner-föreningarna.
År 2021 överlevde Wagner-Pasquier med nöd och näppe en drunkningsolycka efter att ha släpats livlös från floden Isar.
Eva Wagner-Pasquier är gift med filmproducenten Yves Pasquier. Sonen Antoine Amadeus Pasquier föddes 1982.